# Riviera turque

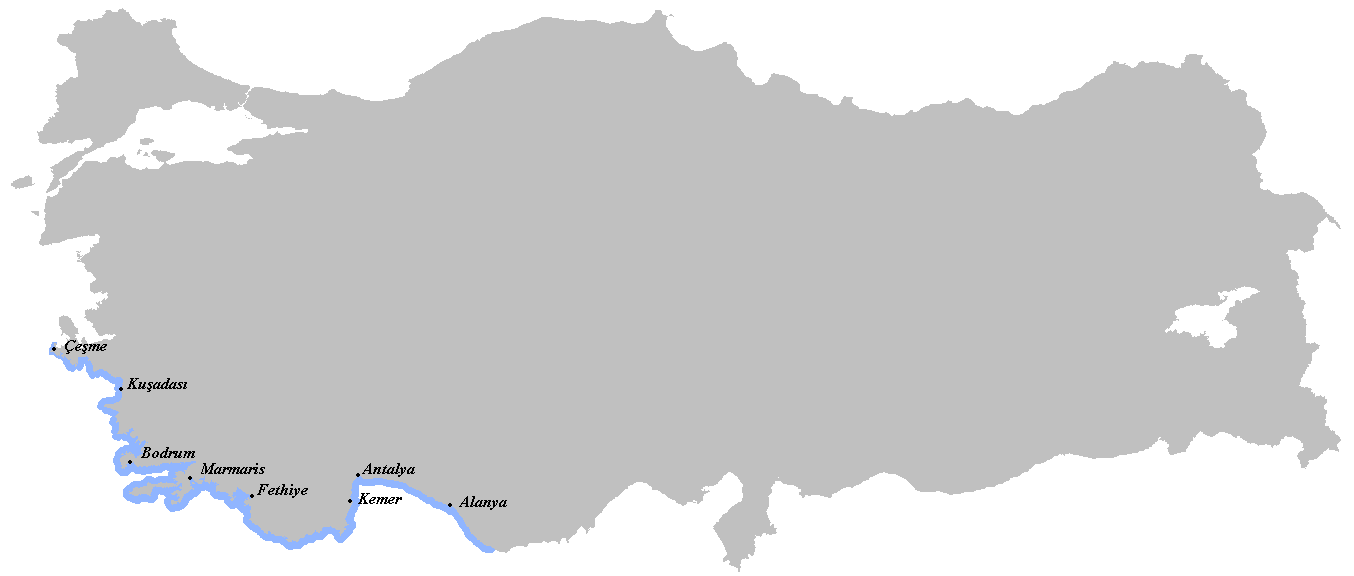
Carte de localisation de la Riviera turque, avec les principales villes : Alanya, Antalya, Kemer, Fethiye, Marmaris, Bodrum, Kuşadası et Çeşme.

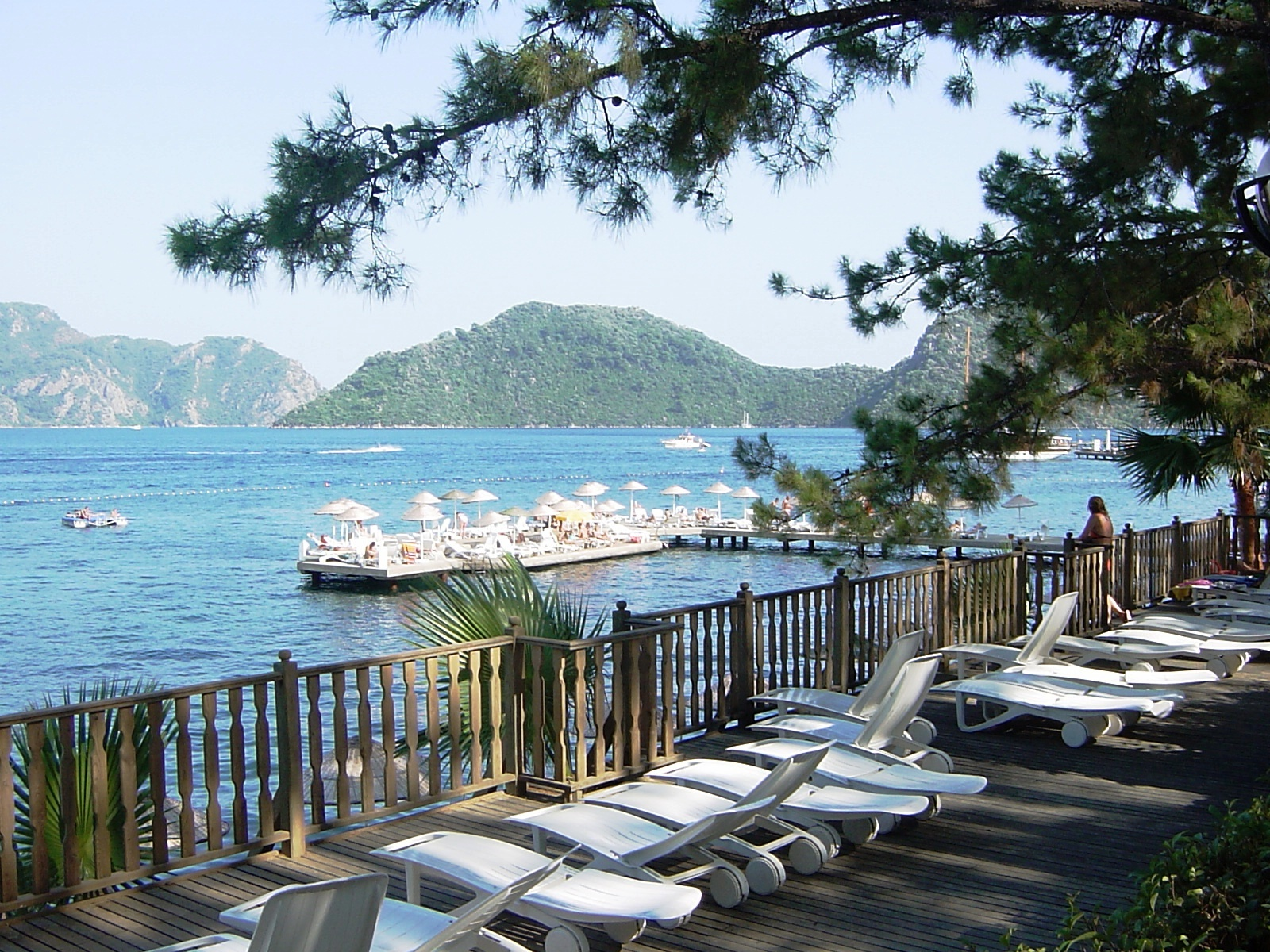
Plage de Marmaris

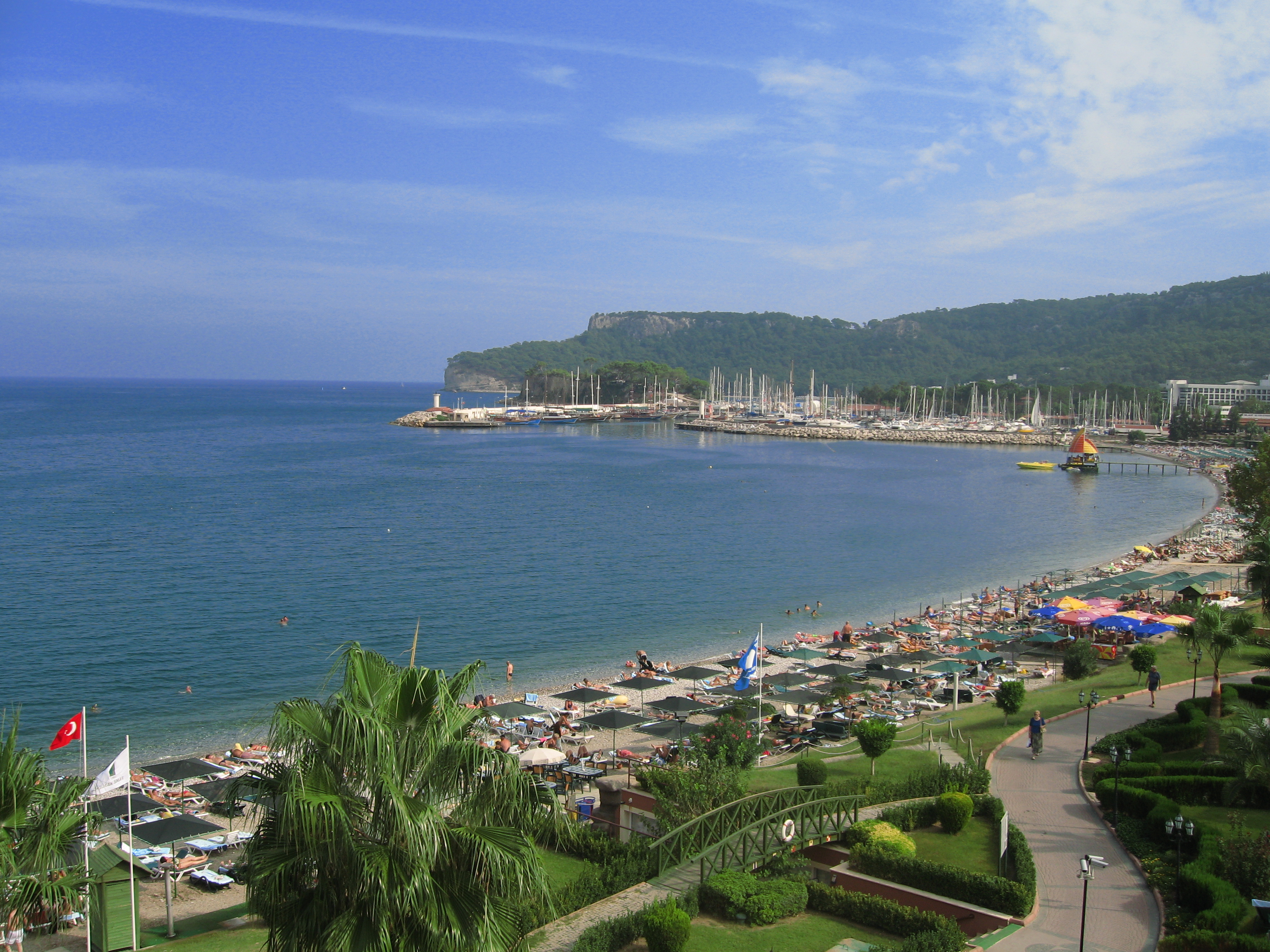
Plage et marina à Kemer près d'Antalya

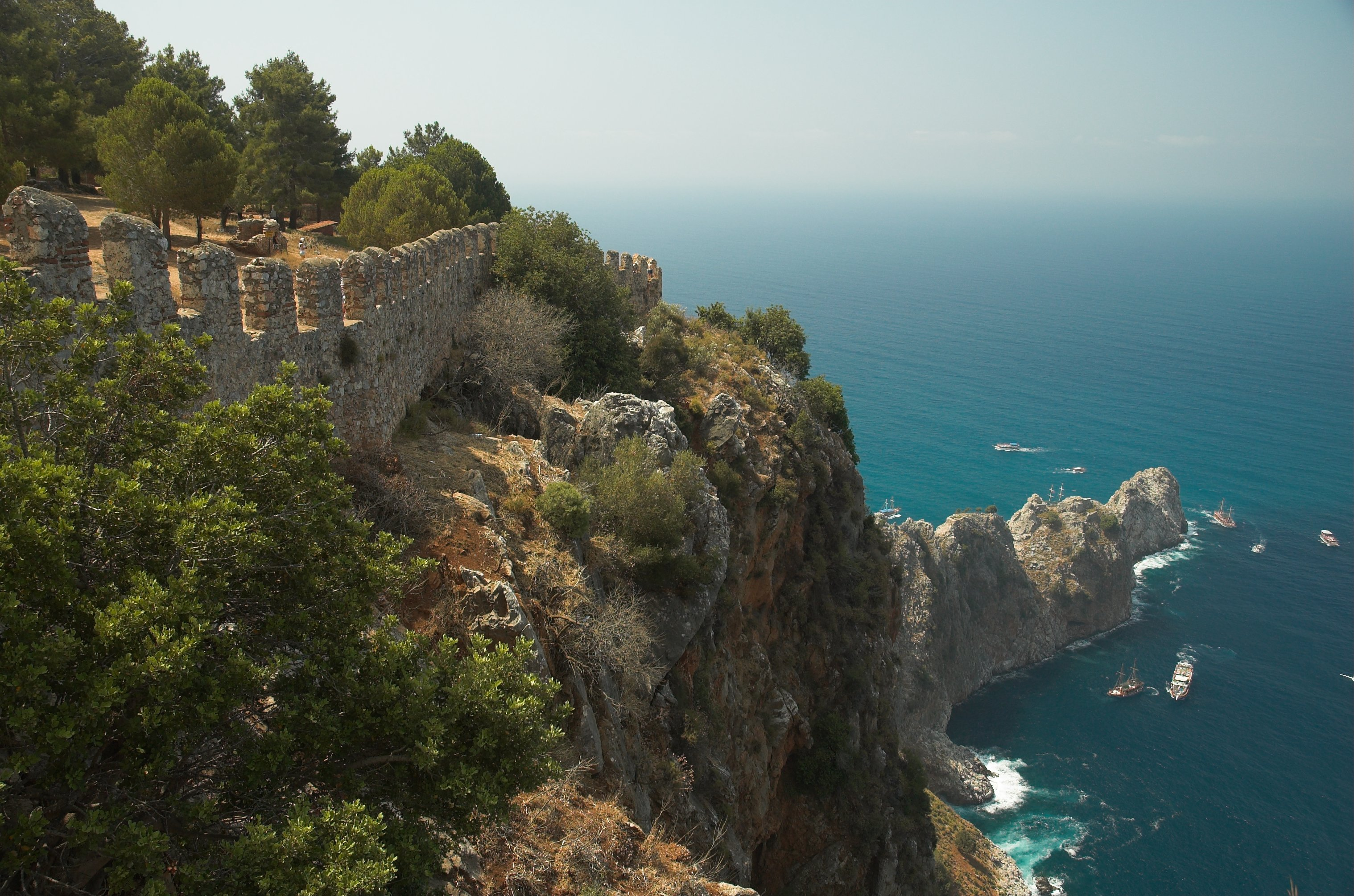
Pointe de la péninsule d'Alanya

La Riviera turque (également connue comme la Côte Turquoise) est une région géographique le long de la côte méditerranéenne de la Turquie dans les provinces d'Antalya, de Muğla, d'Aydın, le sud de la province d'Izmir et la partie occidentale de la province de Mersin. La combinaison d'un climat favorable, d'une mer chaude propice à l'héliotropisme, d'une côte s'étendant sur  un millier de kilomètres sur les bords de la mer Égée et de la mer Méditerranée, et d'un grand nombre de sites naturels et archéologiques, font de la Riviera turque une destination touristique internationalement reconnue.
Parmi les sites archéologiques, deux font partie des Sept merveilles du monde : les ruines du Mausolée de Mausole à Halicarnasse (Bodrum) et celles du Temple d'Artémis à Éphèse, qui peuvent encore être vues aujourd'hui,.
Il est également fait référence à la côte turque dans de nombreuses cultures par des voyageurs, des marchands et par les peuples qui vécurent sur ces terres : Lyciens, Romains, Grecs, Seldjoukides, Ottomans... Marc Antoine écrivit qu'il avait choisi « le plus beau cadeau de mariage pour sa bien-aimée Cléopâtre. » Saint Nicolas, qui deviendra plus tard la base de la légende du Père Noël, est né à Patara, une petite ville proche de l'actuelle Demre.

## Lieux touristiques
Villes et sites historiques le long de la riviera turque :
- Alaçatı
- Alanya
- Antalya
- Belek
- Bodrum
- Çeşme
- Çıralı
- Dalaman
- Dalyan
- Datça
- Demre
- Didim
- Fethiye
- Finike
- Karaburun
- Kaş
- Kekova
- Kemer
- Köyceğiz
- Kuşadası
- Manavgat
- Marmaris
- Milas
- Muğla
- Ölüdeniz
- Olympos
- Patara
- Side
- Simena

## Galerie

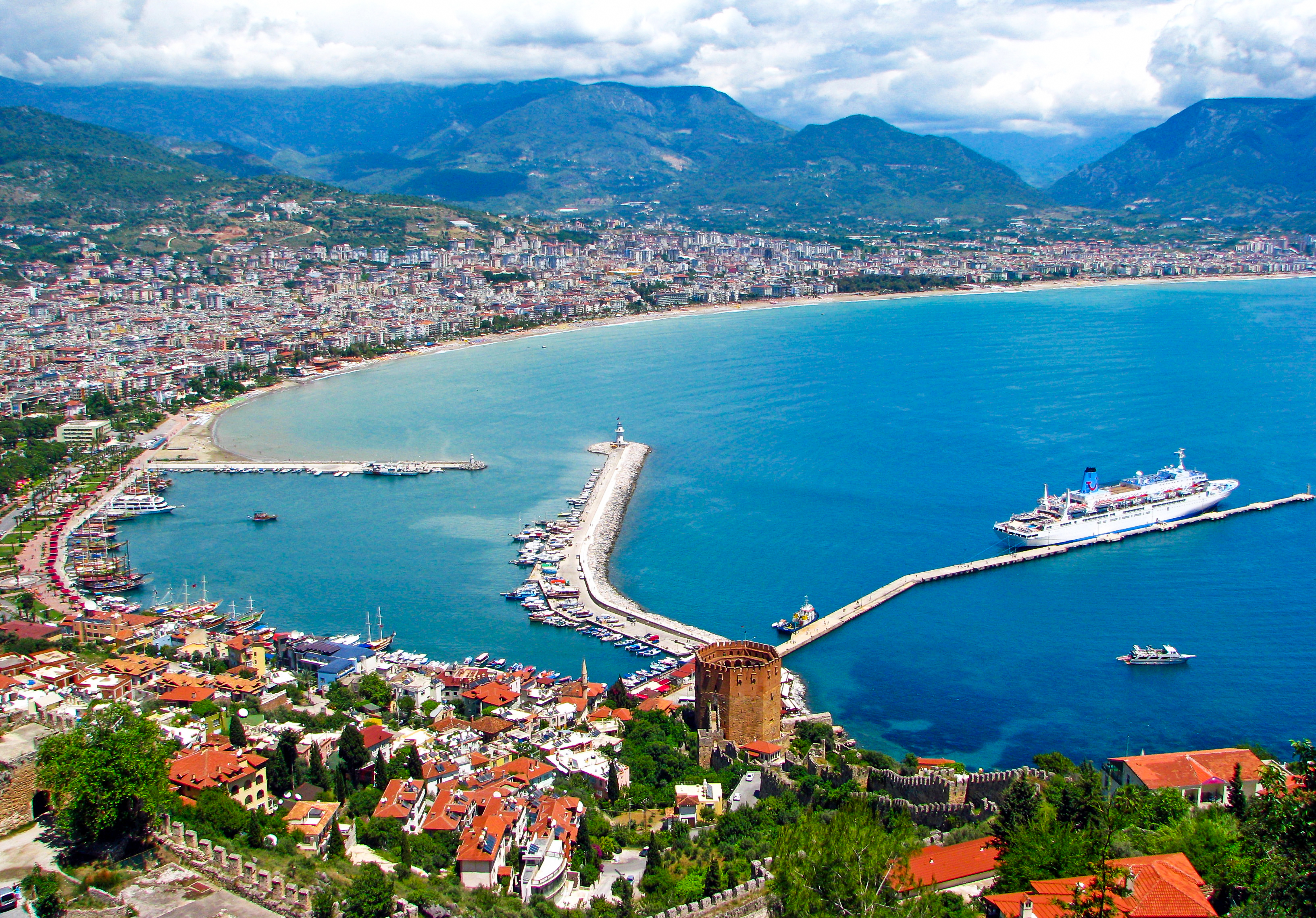
Château et port d'Alanya
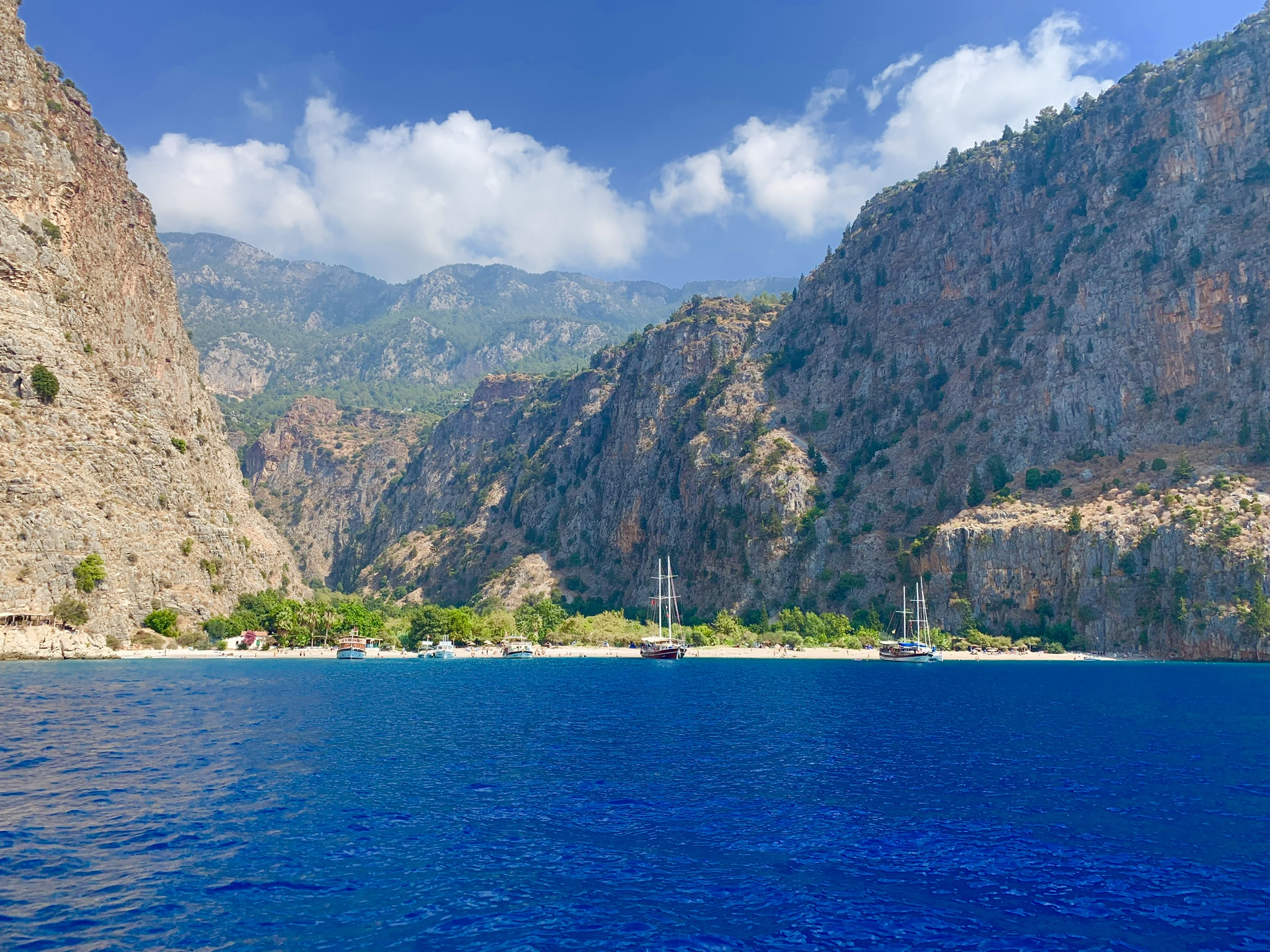
Vallée des Papillons à Fethiye
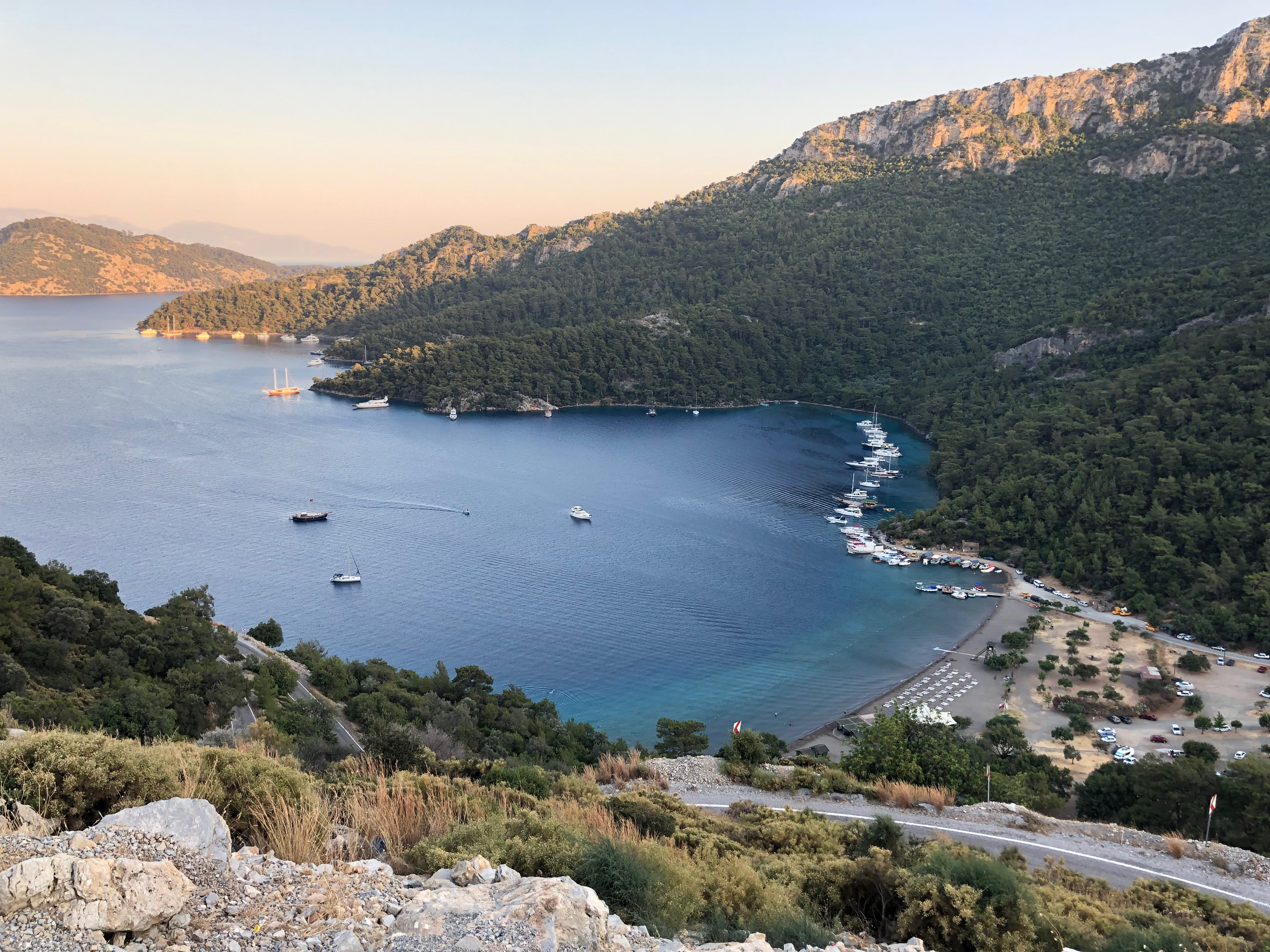
Baie de Sarsala à Dalaman
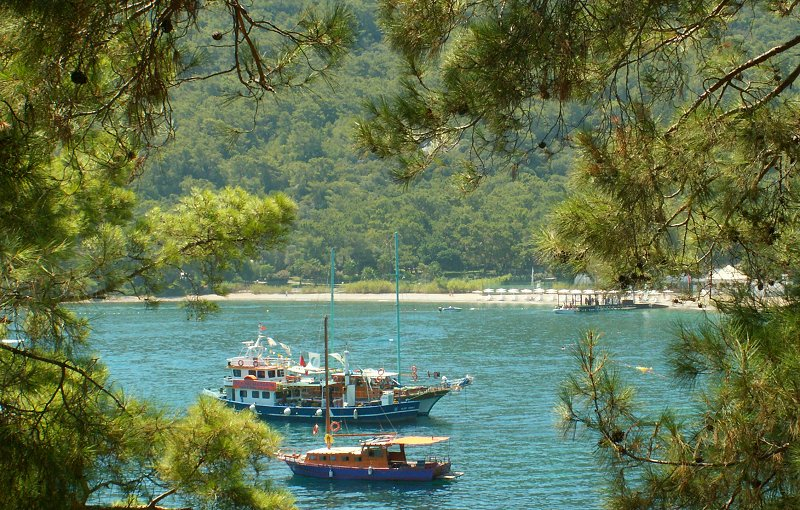
Ayışığı Plajı (Plage au clair de lune) à Kemer
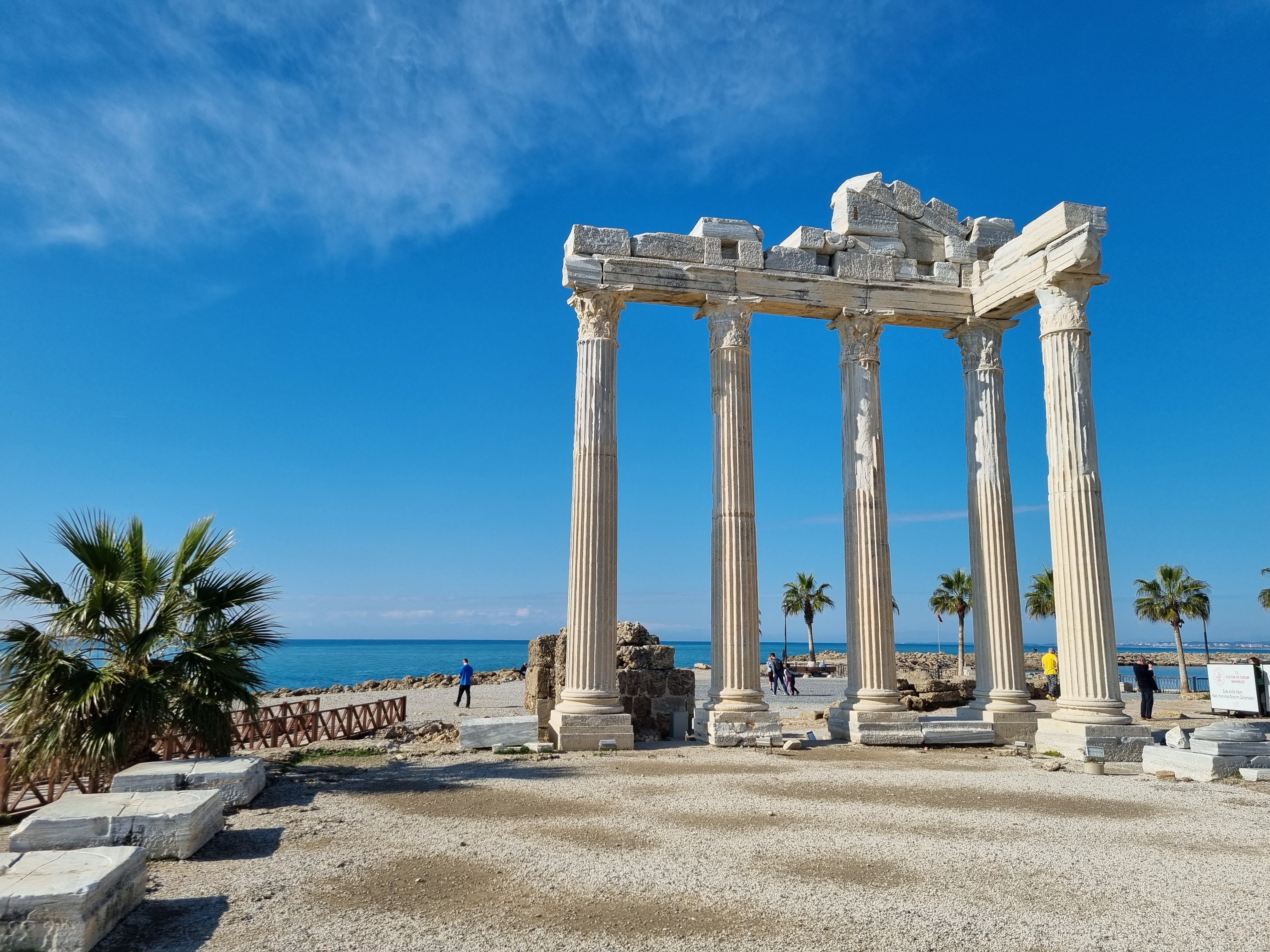
Les ruines du temple d'Apollon, près de Side
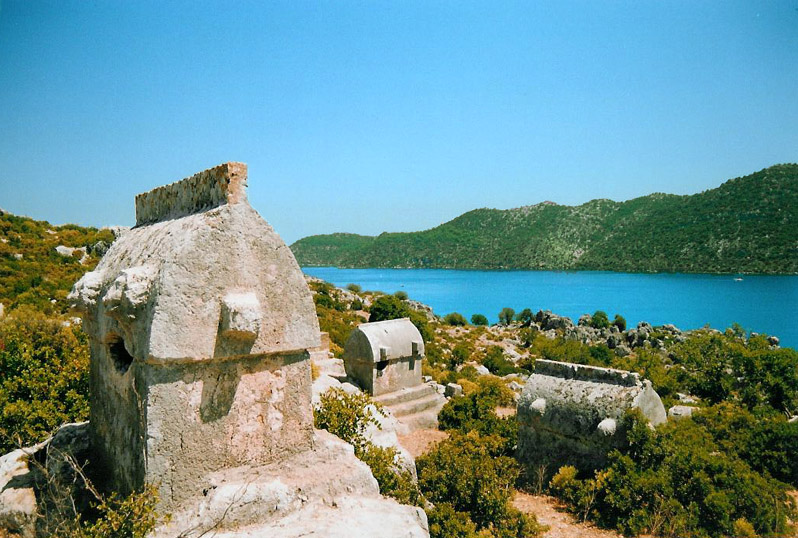
Les sites antiques de Kaleköy
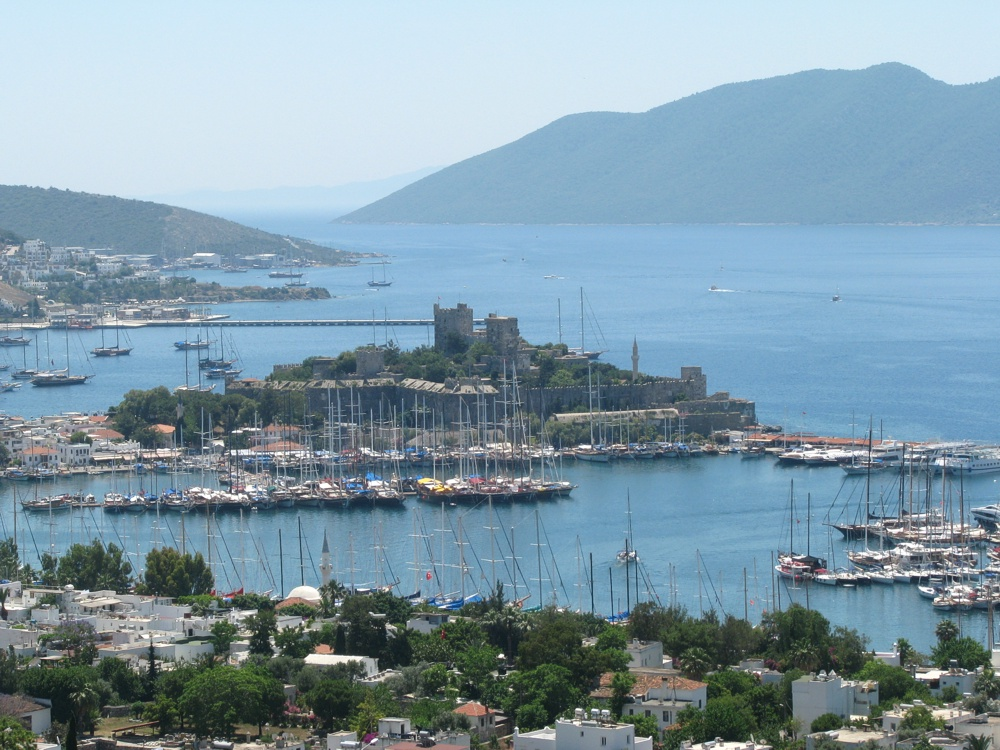
Château Saint-Pierre de Bodrum
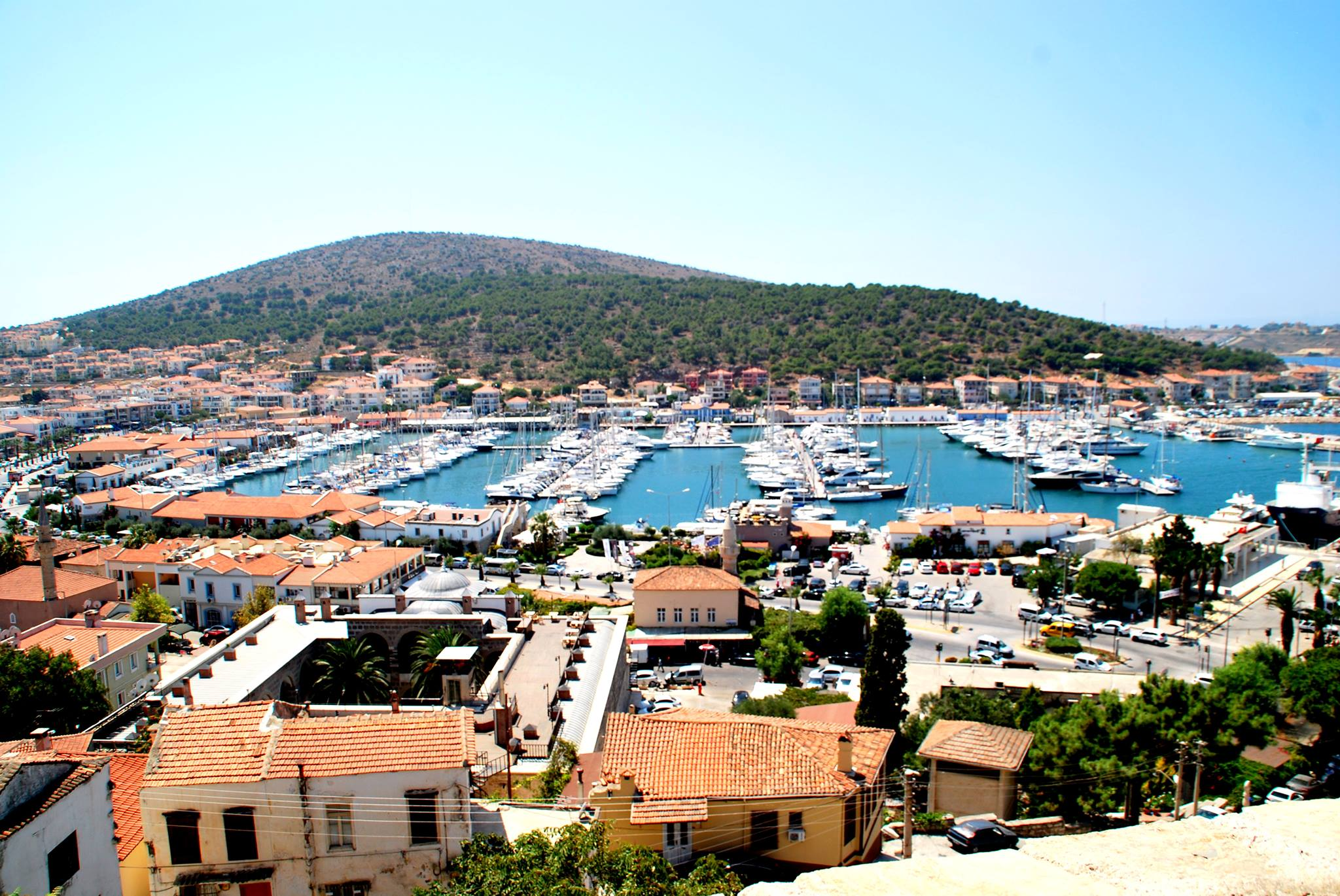
Çeşme, près d'Izmir
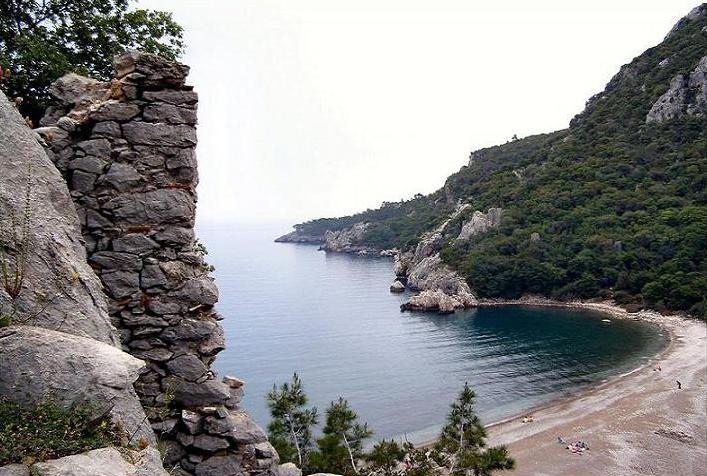
Plage d'Olympos
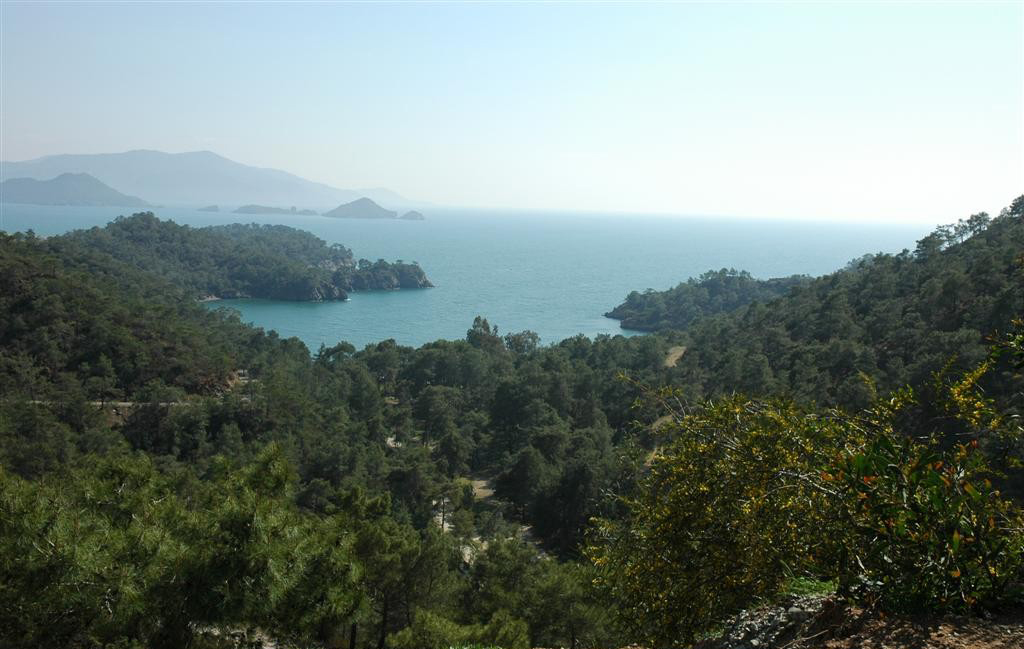
Baie de Katrancı près de Fethiye
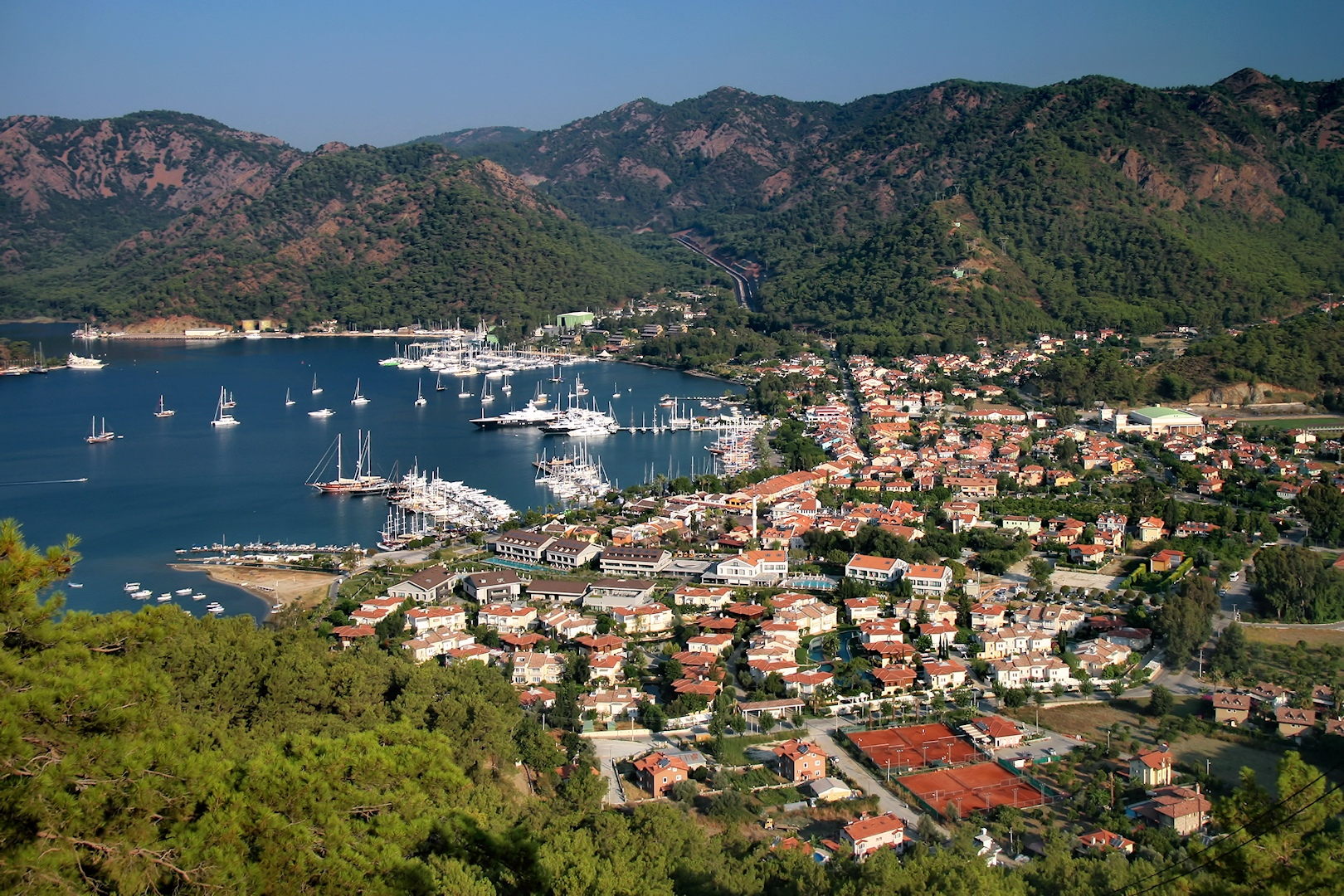
Göcek est une petite ville de Fethiye
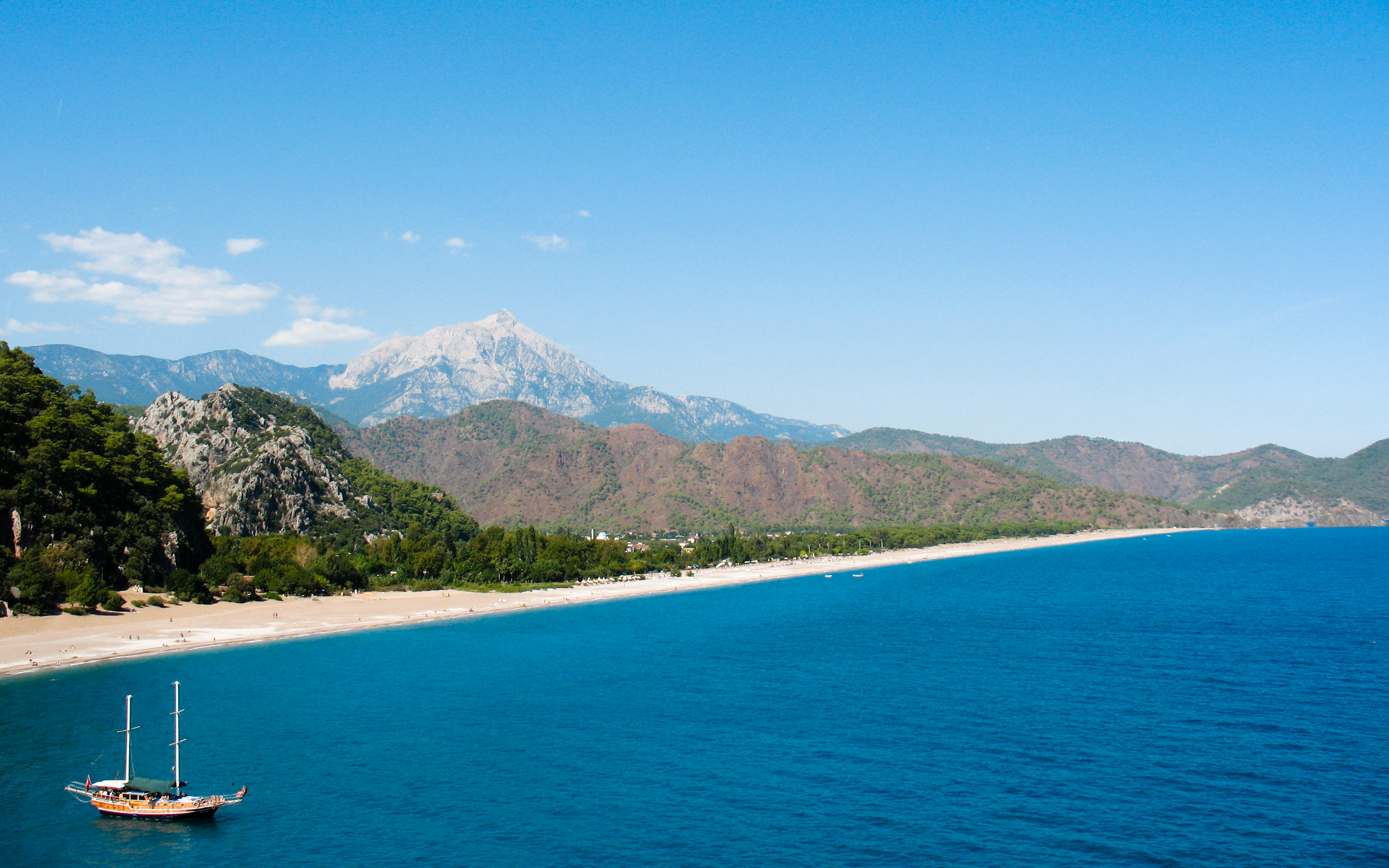
Plage d'Olympo
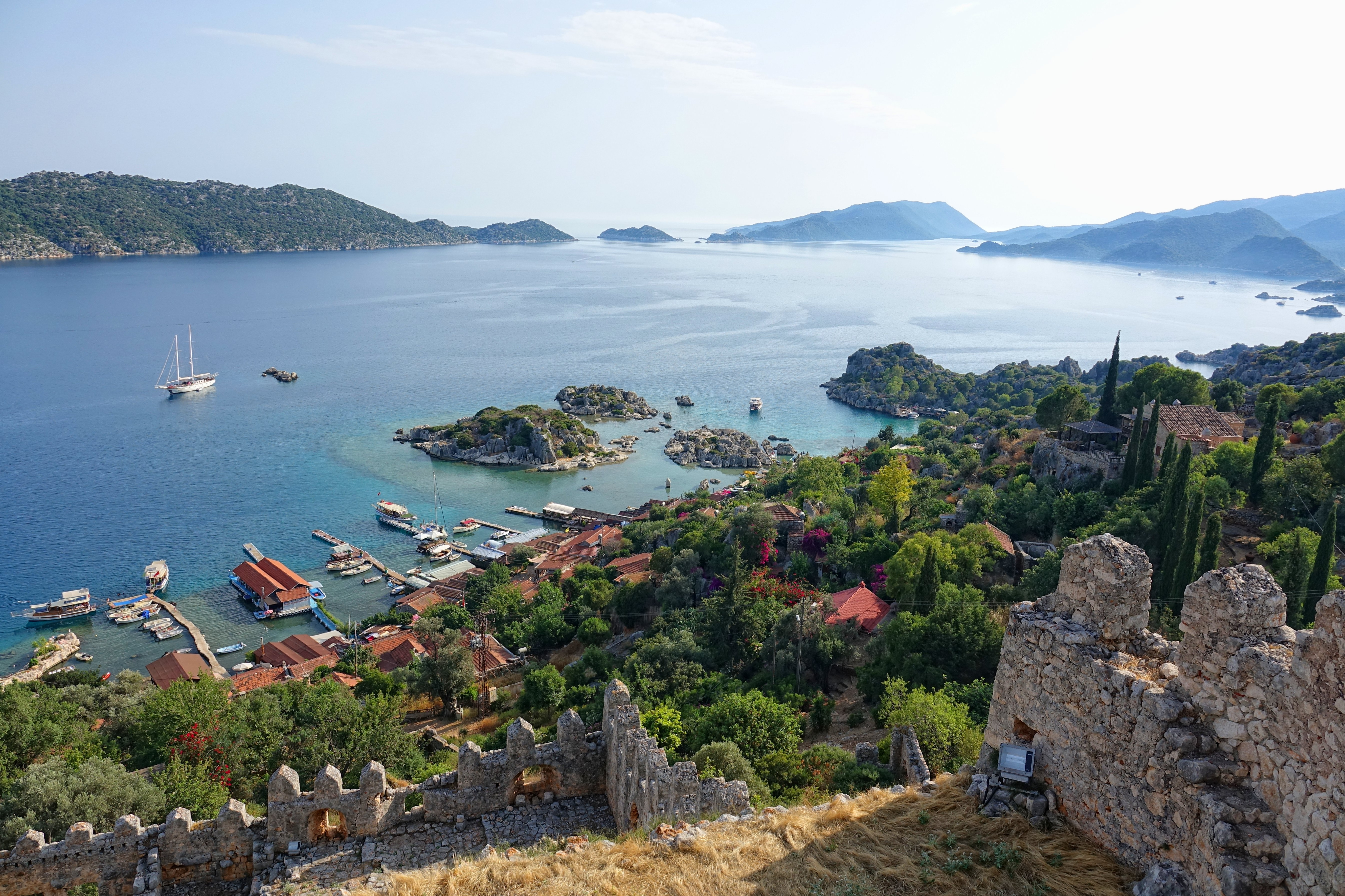
Vue de Kekova
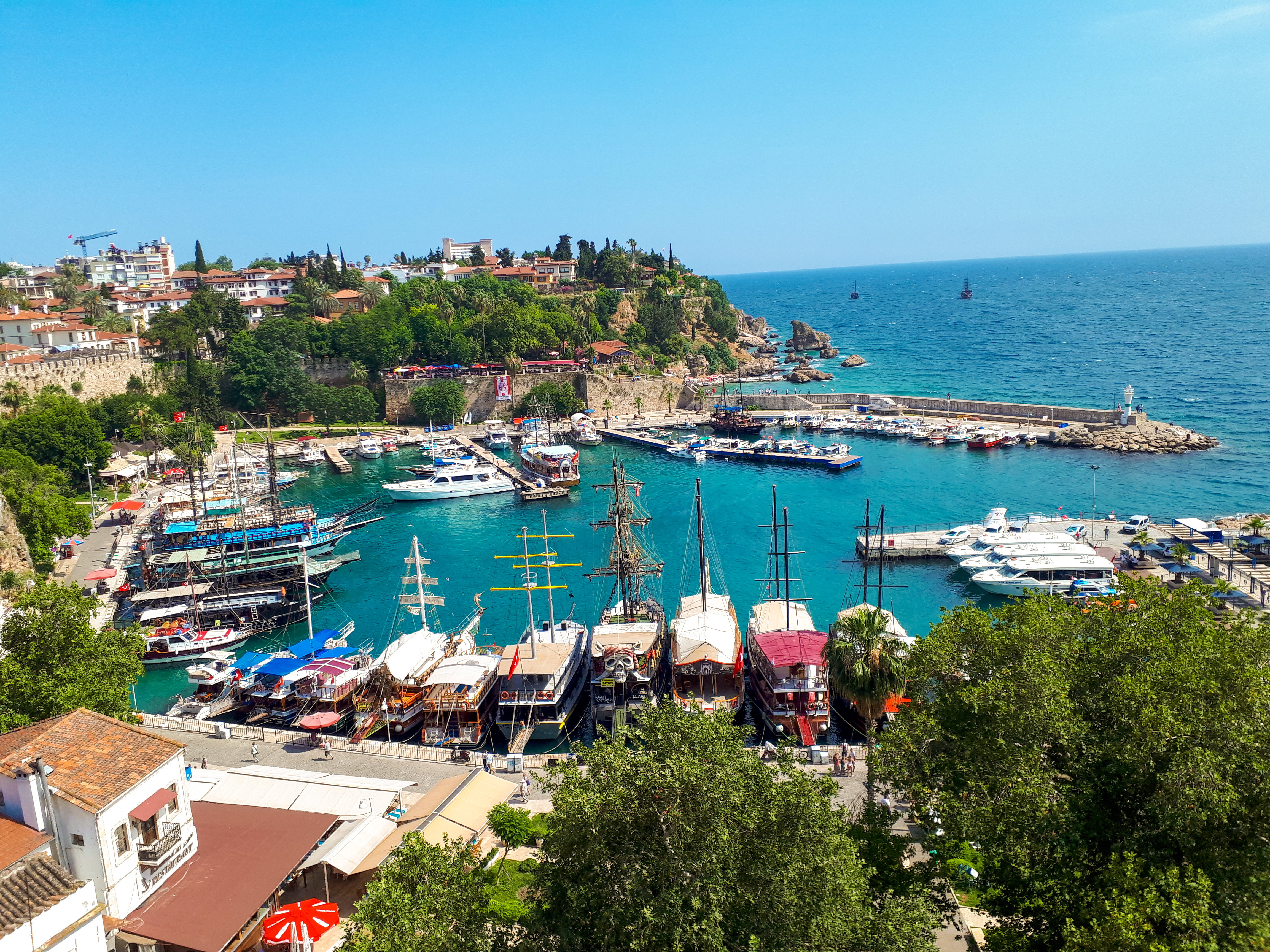
Vue de Kaleiçi à Antalya
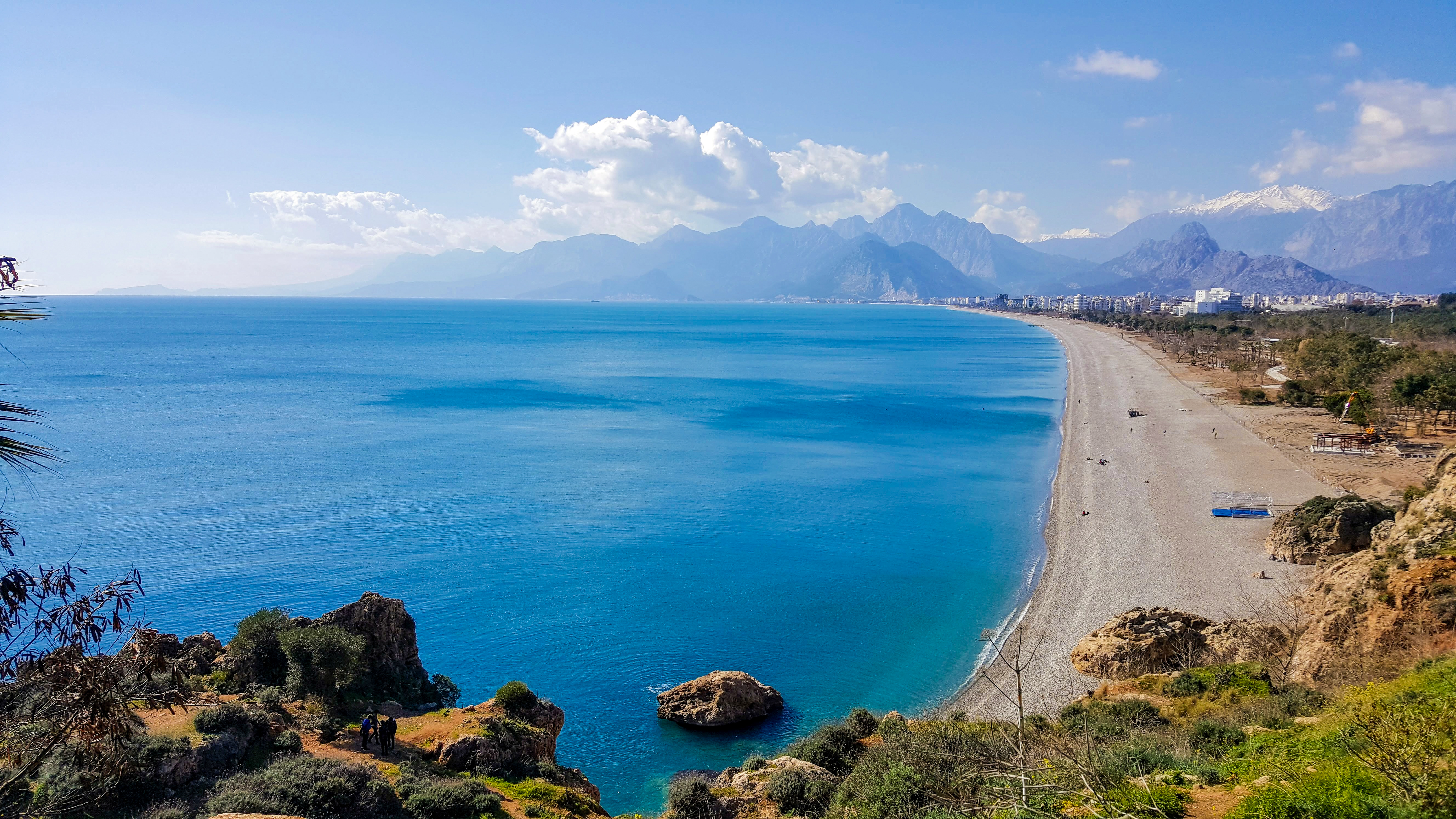
Plage de Konyaaltı, Antalya
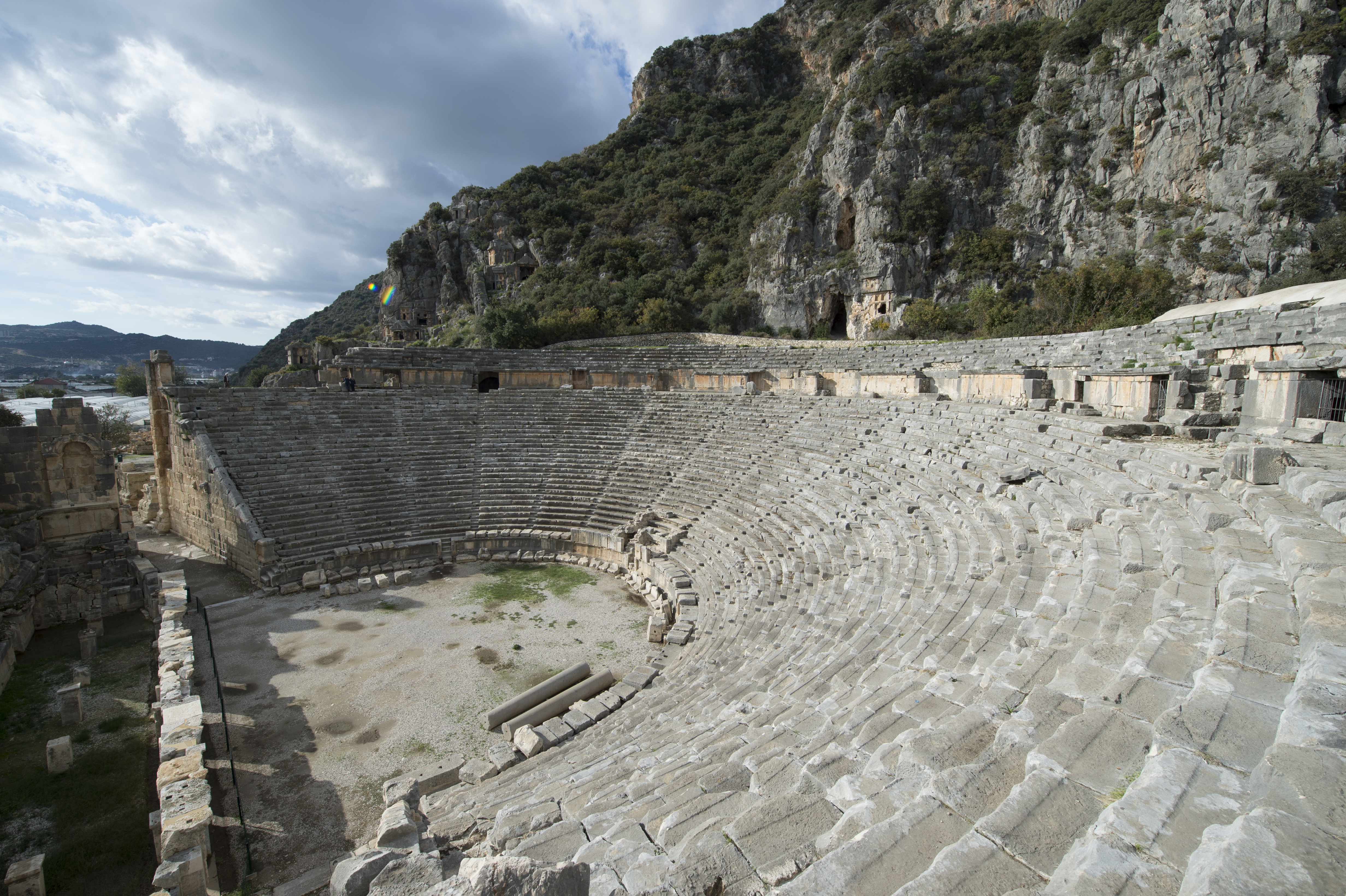
Théâtre romain de Myra, où vivait Saint Nicolas
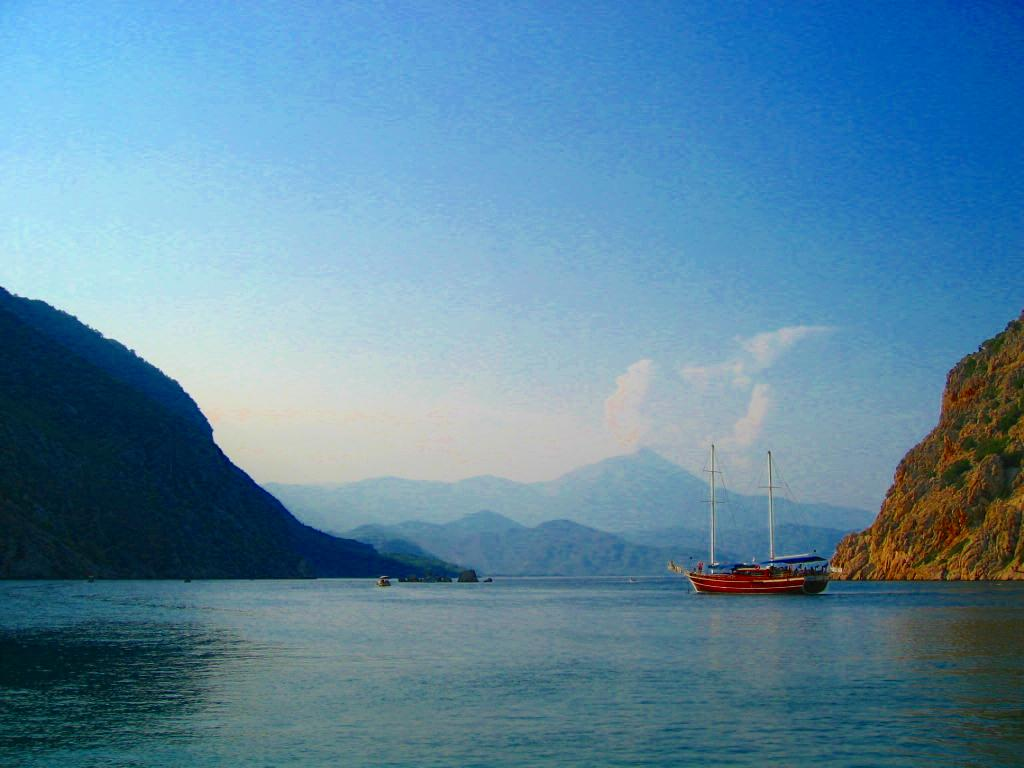
La ville d'Olympos en Lycie a pris son nom du mont Olympe (mont Tahtalı) à proximité
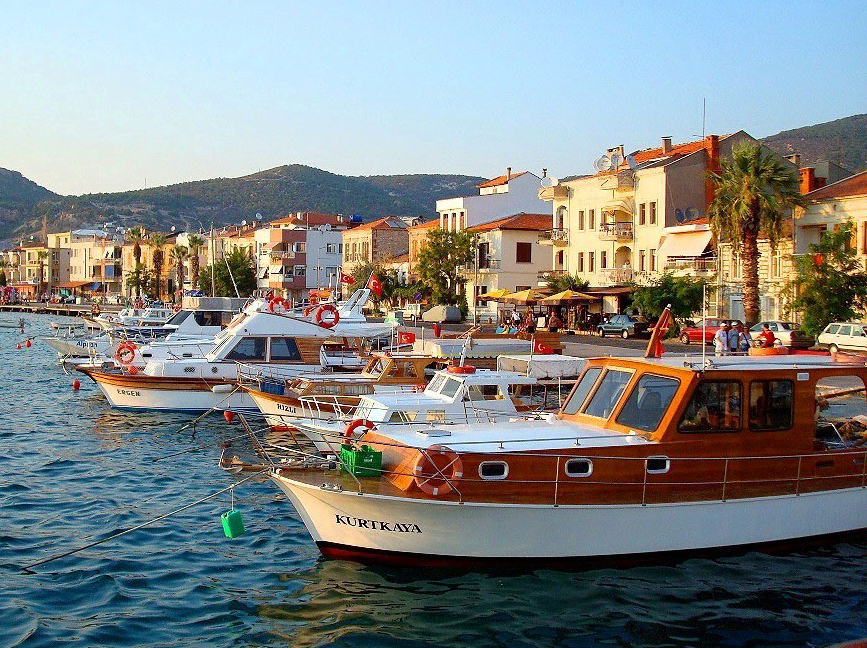
Port de Foça
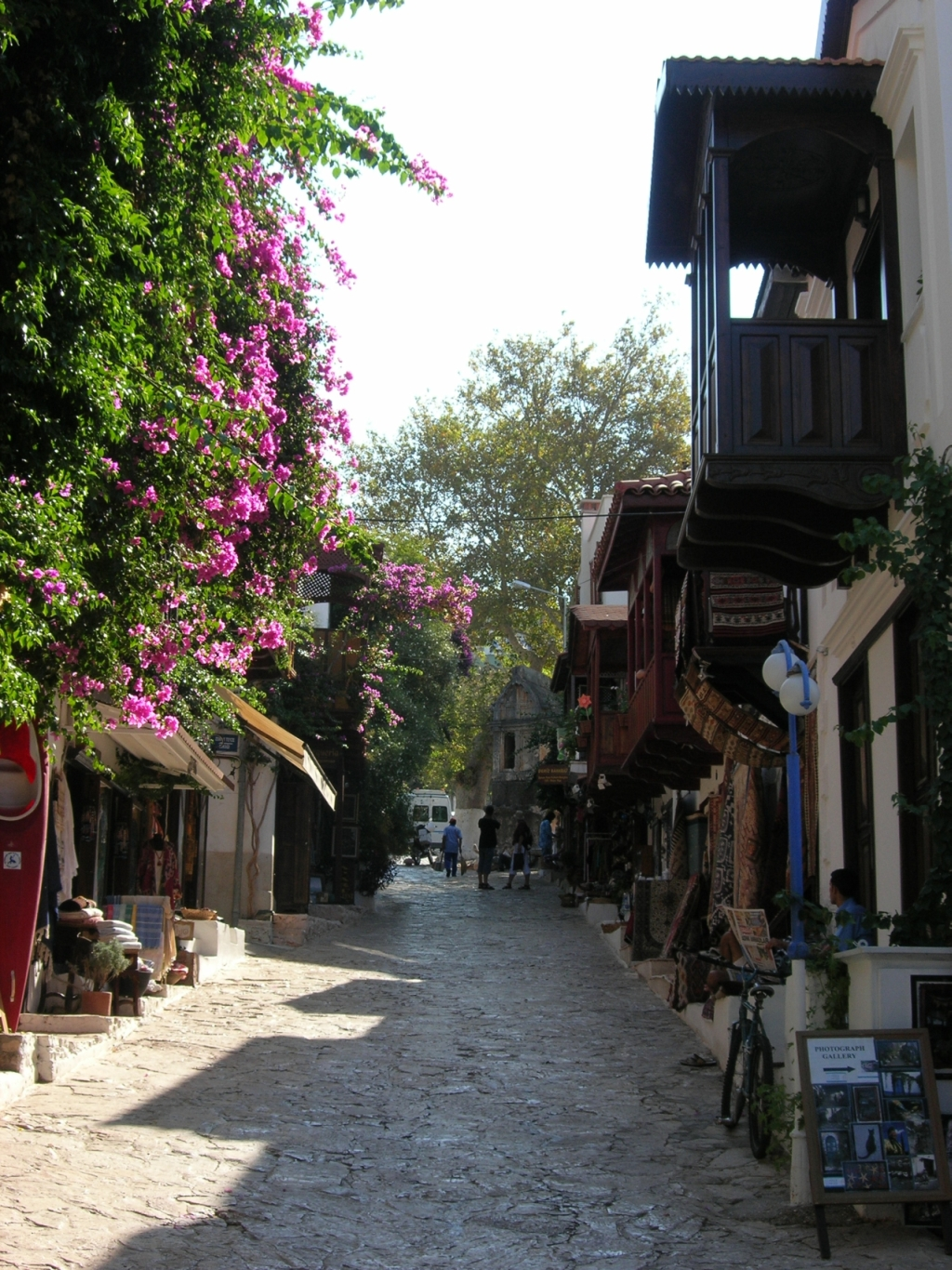
Une rue à Kaş avec des maisons traditionnelles et une tombe lycienne en arrière-plan
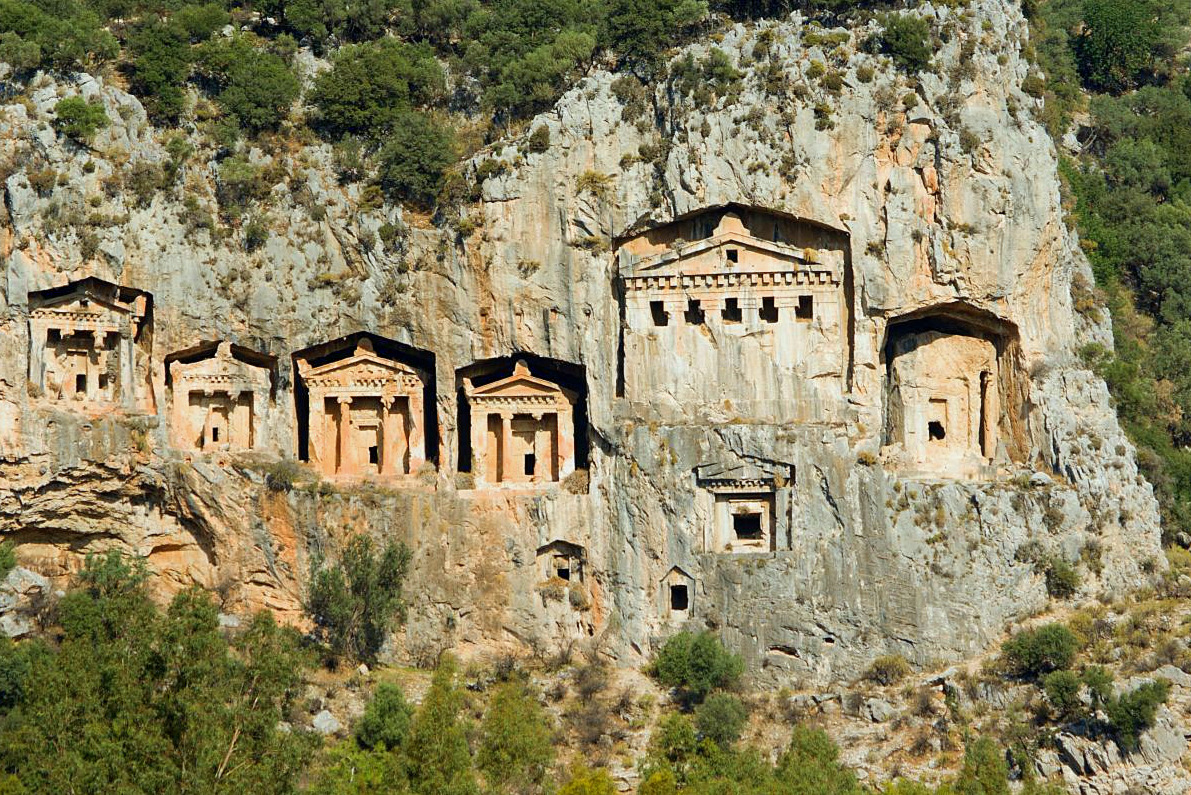
Tombeaux lyciens à Dalyan
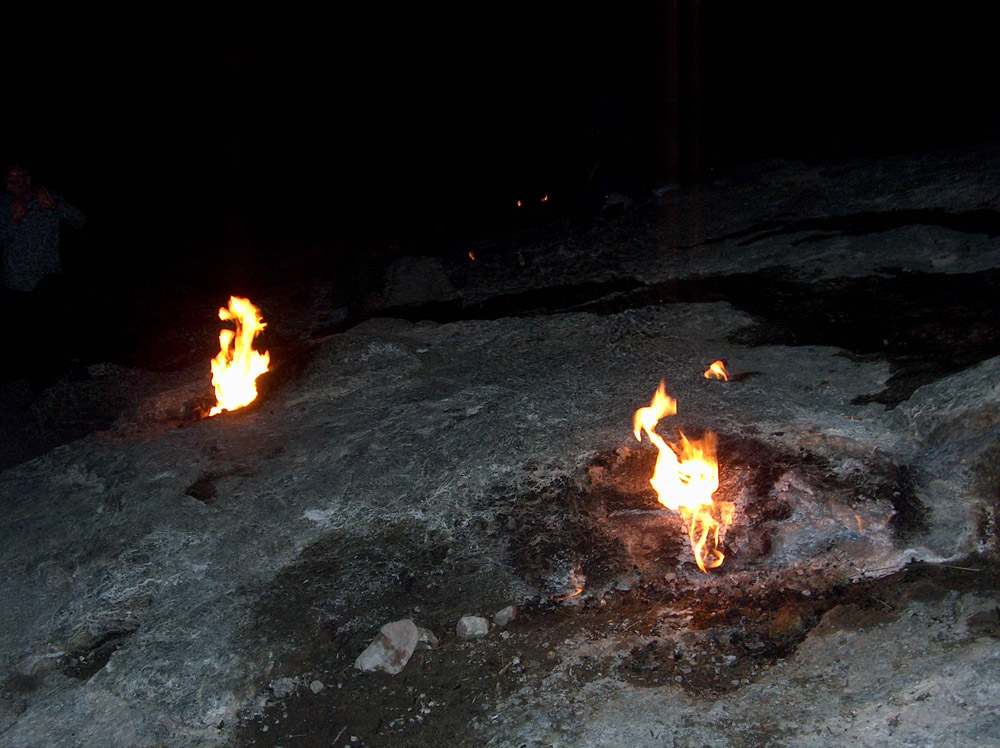
Les feux éternels du Mont Chimère près de Dalyan
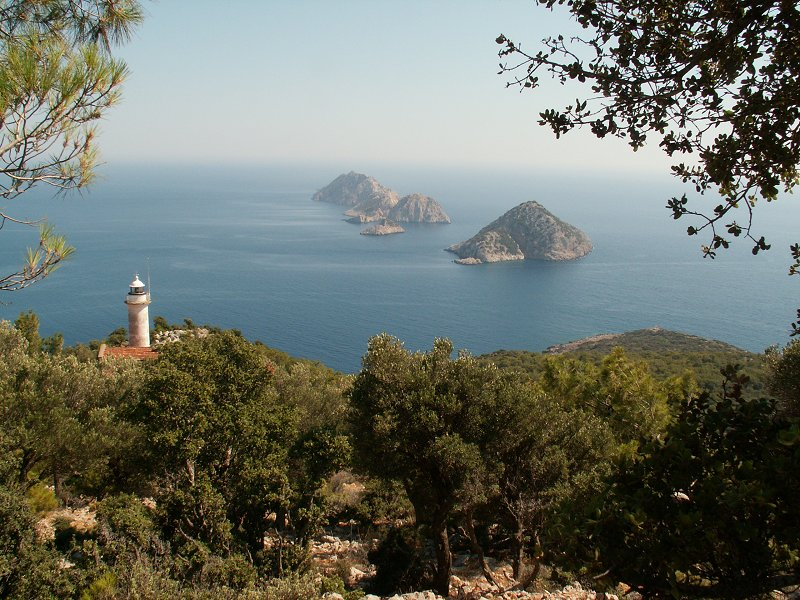
Cap de Gelidonya près de Finike est le site de l'épave d'un navire marchand phénicien d'environ 1200 av. J.-C.
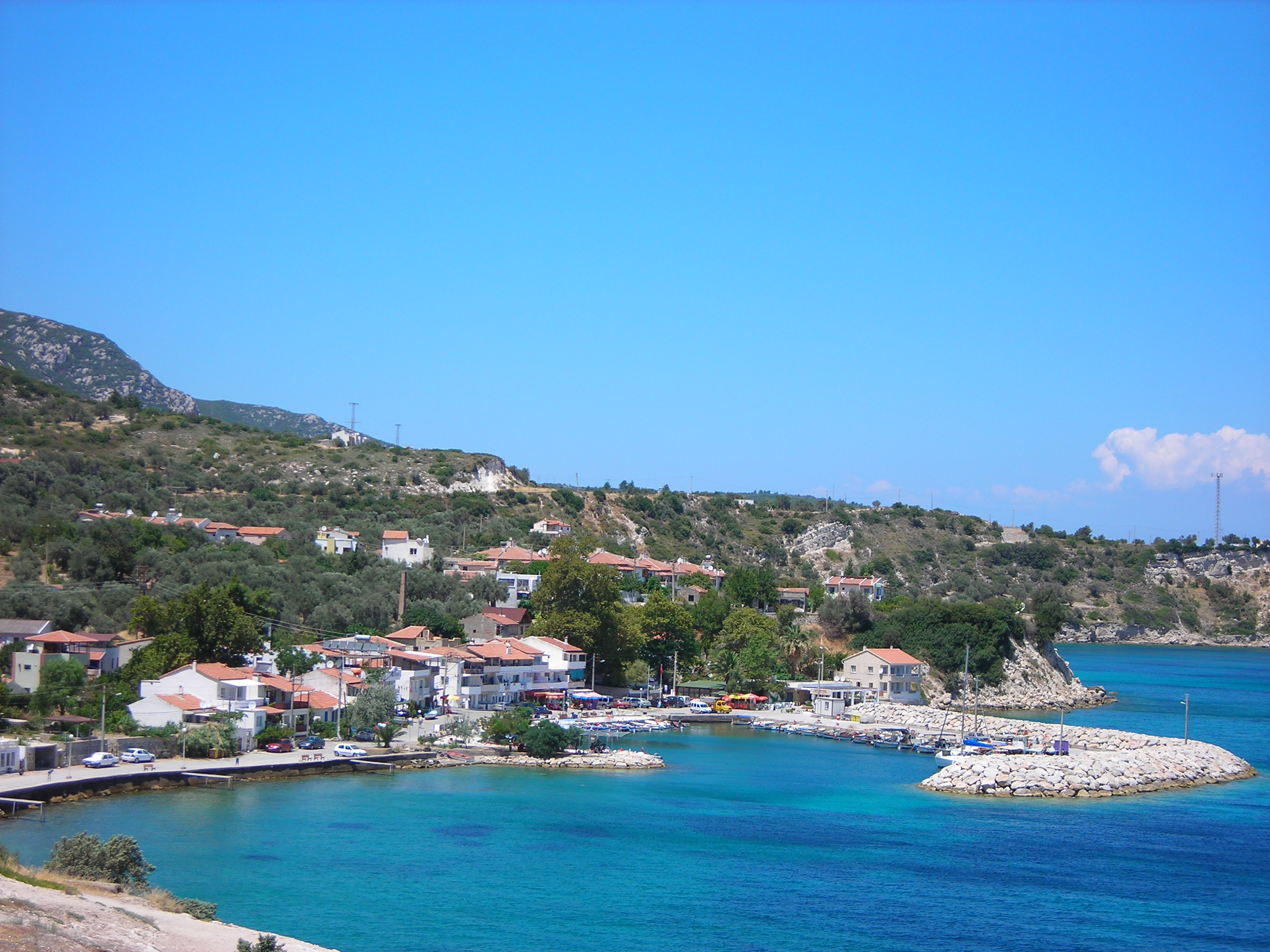
Port de Karaburun